# Византийско-печенежские войны
Византийско-печенежские войны — серия военных конфликтов между Византийской империей и кочевым народом печенегов (др.-греч. Πατζινάκαι) в XI—XII веках. В середине X века печенеги были союзниками Византии, помогая защитить северную границу империи от славян. Однако после разрушения Первого Болгарского царства печенеги стали непосредственными соседями Византии, после чего начали совершать набеги на её территорию. Первая большая война с печенегами в 1046—1053 годах завершилась поражением Византии. В течение нескольких десятилетий Византия реорганизовала систему обороны своей границы на Балканах, однако начавшиеся в 1077 году вторжения печенегов едва не привели империю к гибели в 1090 году. В 1091 году в битве при Левунионе печенеги были практически полностью уничтожены, и только в 1121 году они смогли снова напасть на Византию. В 1122 году печенеги были окончательно разбиты императором Иоанном II.

## Предыстория
В середине X века для Византийской империи печенеги, господствующие между Днепром и Дунаем, играли важную роль в поддержании стратегического равновесия на севере империи. По замечанию императора Константина Багрянородного, сделанному в обращённом своему сыну Роману II (959—963) руководстве «Об управлении империей», союз с печенегами чрезвычайно важен:
[Знай], что пока василевс ромеев находится в мире с пачинакитами, ни росы, ни турки не могут нападать на державу ромеев по закону войны, а также не могут требовать у ромеев за мир великих и чрезмерных денег и вещей, опасаясь, что василевс употребит силу этого народа против них, когда они выступят на ромеев. Пачинакиты, связанные дружбой с василевсом и побуждаемые его грамотами и дарами, могут легко нападать на землю росов и турок, уводить в рабство их жён и детей и разорять их землю.
Потребность печенегов в византийском золоте и предметах роскоши делала их идеальным союзником против русов, венгров и болгар. Попытки болгарского царя Симеона заключить аналогичный союз против Византии успехом не увенчались. Разрушение Первого Болгарского царства в 1018 году императором Василием II (976—1025) сделало печенегов, переселившихся на опустевшие земли, непосредственными соседями империи. Тем не менее, при жизни Василия II о нападении печенегов хроники не сообщают, возможно, в связи с обострившейся враждой между ними и Русью. Об их опустошительных набегах в начале XI века на территорию Византии писал Феофилакт Болгарский, для которого печенеги были известны под именем «скифов». В период с 1025 по 1045 год они четырежды совершали набеги на балканские провинции Византии. В 1027 году печенеги напали на северную Болгарию. Против них были направлены силы фем Болгария и Сирмия под командованием Константина Диогена, которому удалось вытеснить кочевников за Дунай и заключить с ними перемирие. В 1032 году печенеги вновь разоряли Болгарию, а в 1034 году они дошли до Фессалоник. Зимой 1035/1036 года они разорили северные районы Болгарии и Македонии, а отдельные отряды достигли Фракии. Отправленная против них византийская армия потерпела катастрофическое поражение, пять военачальников попали в плен. После сокрушительного поражения от князя Ярослава Мудрого в 1036 году большинство печенегов откочевало на Дунай, что увеличило опасность для границ Византии.

## Война 1046—1053 годов

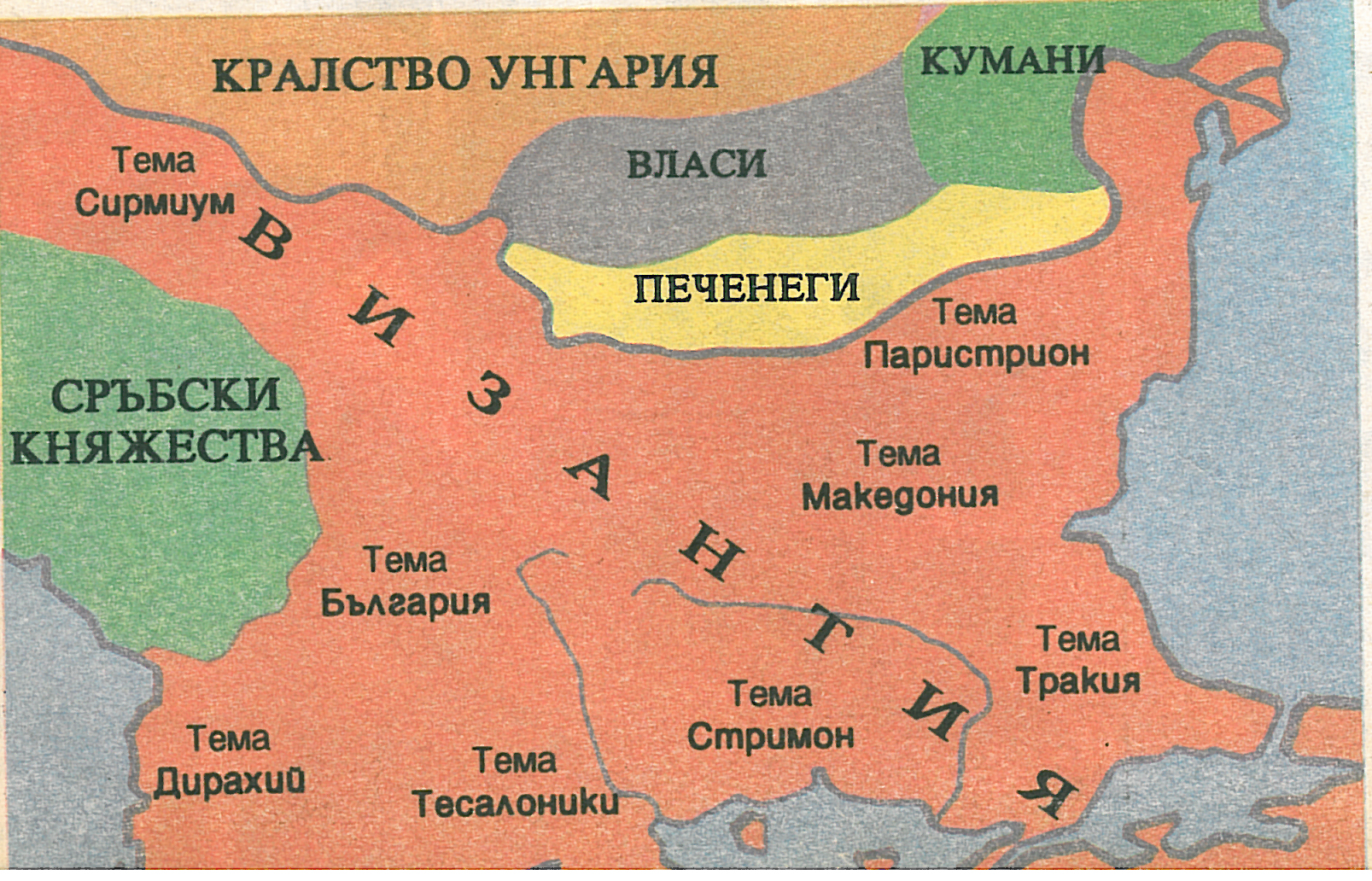
Византия и её северные соседи в середине XI века

К 1040-м годах во внешней политике Византии имели место как удачи, связанные с территориальными приобретениями в Закавказье, так и тяжёлые оборонительные войны — с сельджуками в Закавказье, с норманнами в Южной Италии и печенегами на Балканах. В 1043 году печенеги под давлением огузов покинули обжитые земли и начали переселяться в направлении византийской границы на Дунае. Непосредственным поводом начавшейся в 1046 году войны стала поддержка Византией предводителя одного из кланов Кегена против хана Тираха. Кеген принял крещение и титул патрикия.
Затем он вернулся на Дунай и оттуда стал совершать набеги на половецкие земли, захватывать пленных и продавать их византийцам. На просьбу хана Тираха прекратить эти действия император Константин IX (1042—1055) не ответил. Год, когда печенеги впервые перешли Дунай, исследователи указывают по-разному. Согласно Г. А. Острогорскому это произошло в 1048 году, по А. П. Каждану это случилось годом или двумя раньше, существуют и ещё более ранние оценки. Зимой орда Тираха по льду перешла Дунай и вторглась в северо-восточную Болгарию. Силы местных гарнизонов и Кегена были недостаточны для оказания сопротивления, но на помощь им выступил дука Адрианополя Константин Арианит и проноит (др.-греч. Πρόνοια) Болгарии Василий Монах. В связи с начавшейся эпидемией среди кочевников византийцам удалось одержать лёгкую победу. 140 знатных пленников во главе с Тирахом были привезены в Константинополь, где были крещены и получили незначительные придворные титулы. Принятое решение о расселении пленных печенегов и их насильственной христианизации имело катастрофические последствия. Летом 1048 года 15000 печенегов отправили в Закавказье для войны с сельджуками, однако при переправе через Босфор они взбунтовались и сумели прорваться в области, населённые своими соплеменниками, в результате чего многочисленный противник оказался в глубине византийской территории, отказываясь уходить за Дунай. В осени того же года они начали совершать набеги на Македонию.
К началу боевых действий армия на западе империи находилась в ослабленном и дезорганизованном состоянии. Стратегически греки хотели решить исход войны одним крупным сражением, тогда как их противник, основные силы которого составляли отряды лёгкой кавалерии, постоянно маневрировал и уклонялся от боя. Весной 1049 года против печенегов выступила регулярная армия под командованием доместика схол Запада Константина Ариантита. У крепости Ямбол они столкнулись с большим печенежским отрядом и потерпели поражение. Летом 1049 года византийцы вновь потерпели поражение под Диакеей, в этом сражении в плен попал полководец Катакалон Кекавмен. Византийцы отступили к Адрианополю, а затем к столице. Затем была сформирована новая армия, которая 8 июня 1050 года потерпела поражение под Адрианополем в результате несогласованных действий командиров. Остатки армии укрепились в Адрианополе и дождались там прибытия подкреплений — тагмы схол под командованием протоспафария Никиты Главы. Не сумев взять город, печенеги отступили на север. В результате этих поражений была уничтожена половина регулярной армии, значительные потери понёс командный состав византийской армии, а печенеги установили контроль над северной частью Македонии.
Для очередного этапа борьбы с кочевниками была собрана со всех концов империи новая армия, командование которой было доверено этнарху Никифору Вриеннию, которому были переданы войска, набранные на Востоке, и аколуфу Михаилу, возглавившему иностранных наёмников. В 1051—1052 нападения печенегов были успешно отражены. В 1053 году Константин IX решил окончательно разгромить печенегов и отправил армию в Болгарию. Однако очередное поражение у Преславы заставило имперское правительство начать переговоры. Согласно заключенному договору, печенеги сохранили захваченные области в Добрудже и на южном берегу Дуная, обязавшись не нападать на Македонию в течение 30 лет.

## Византия и печенеги в 1053—1072 годах

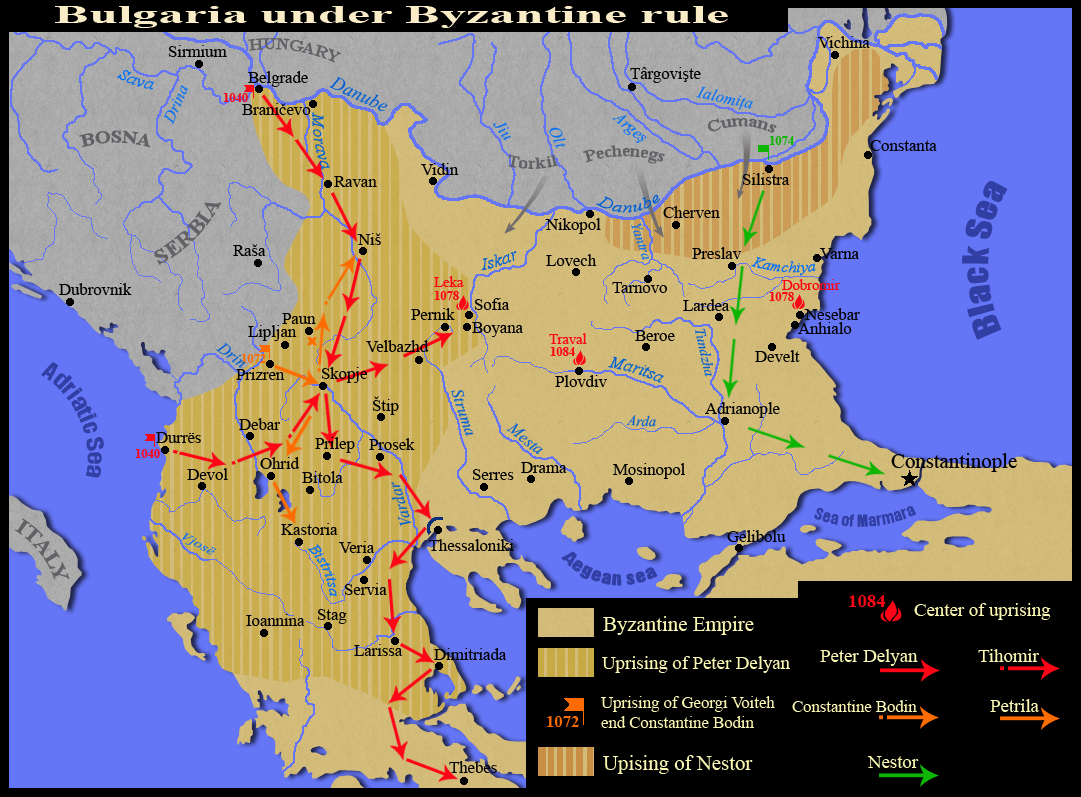
Болгария под властью Византии в XI веке

После завершения войны у Византии остались многочисленные замки (др.-греч. κάστρον, кастрон), на основе которых была организована новая система обороны границы. Назначаемые императором касирофилаки (др.-греч. καστροφύλαξ) пожизненно были обязаны поддерживать и оборонять свои замки. Для координации обороны Константином IX была организована фема Паристрион (др.-греч. Παρίστριον или др.-греч. Παραδούναβον ). В 1059 году венгерская армия под командованием короля Андраша I вторглись в пределы Болгарии. Воспользовавшись этой возможностью, печенеги нарушили мир и начали грабежи. Прибывший со своими войсками в Сердику император Исаак I Комнин (1057—1059) быстро заключил с венграми мир и решил после этого наказать кочевников. Однако печенеги уклонялись от столкновений, и эта кампания ограничилась мелкими стычками и разрушением нескольких палаток. При Константине X Дуке (1059—1067) империя приняла относительно печенегов стратегию умиротворения, признав, что военного решения этого вопроса нет. Через города Пэкуюл луй Соаре, Диногетия, Новиодунум и Переяславец распространялось цивилизирующее влияние. Условием поселения в империи было принятие христианства, в связи с чем происходили массовые крещения. В результате была восстановлена стабильность, существовавшая в начале XI века, о чём свидетельствует количественный анализ нумизматических находок.

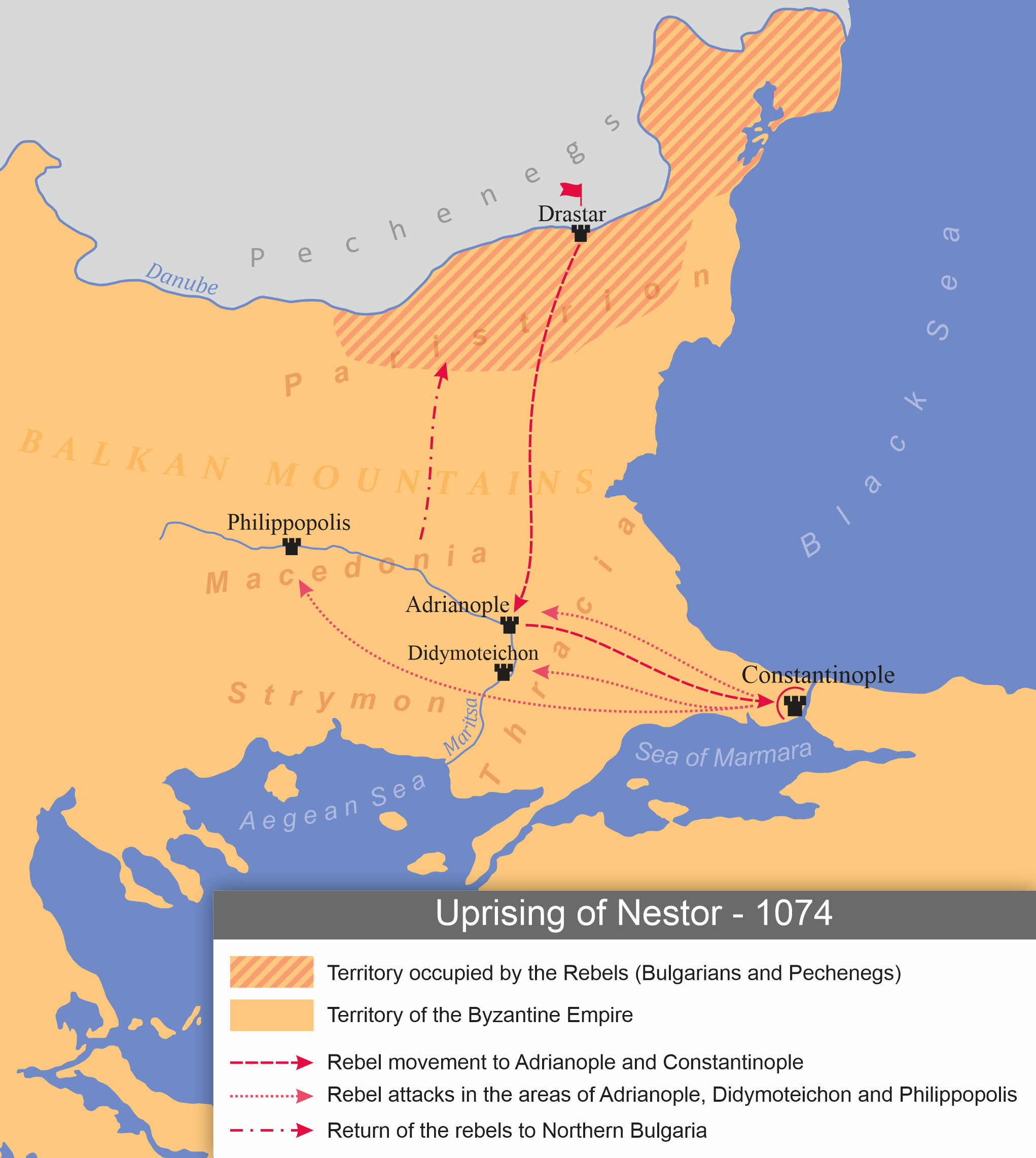
Восстание болгар и печенегов под предводительством Нестора против Византии

В 1064 или 1065 году узы (огузы ), потерпевшие ряд поражений от половцев и киевского князя Изяслава Ярославича, пересекли Дунай. Согласно Михаилу Атталиату, их было 600 000 человек, включая женщин и детей. Благодаря подавляющему численному перевесу они легко победили расположенные в Болгарии византийские войска. Приграничные поселения печенегов были сожжены. Разорив Паристрион, огузы вторглись во внутренние провинции империи. Отдельные отряды даже достигали Константинополя. Разорение Балкан продолжалось до весны 1065 года, после чего среди огузов вспыхнула эпидемия чумы. Часть выживших огузов затем служили в иностранных подразделениях византийской армии, и их предательство поспособствовало поражению Византии при Манцикерте в 1071 году; остальные ушли на север.
Вскоре после восшествия на престол Михаила VII (1071—1078) в Паристрионе началось возмущение из-за того, что фактический правитель империи евнух Никифорица решил прекратить ежегодные выплаты дунайским варварам (смысл употреблённого Атталиатом термина др.-греч. μιξοβάρβαρον не вполне понятен) и отменил «подарки» печенегам. Для умиротворения восставших был послан уроженец северных Балкан вестарх Нестор, который прибыв в Дристр обнаружил, что императорская власть на Дунае не имеет авторитета. Далее Нестор присоединился к восставшим, согласно Атталиату потому, что в его отсутствие Никифорица конфисковал его дом и прочее имущество. Объединившись с печенегами, дунайские гарнизоны двинулись на юг и, разграбив область Адрианополя, достигли столицы. Там Нестор потребовал голову своего врага, обещая при выполнении этого условия снять осаду. Однако Михаил VII отказался выдать своего любимца и, по не известным причинам, союзники сняли осаду и отошли обратно к Дунаю, продолжив разорении Фракии и Македонии. Результатом этих событий стал переход под контроль печенегов региона Добруджи до 1091 года.

## Восстановление контроля Византии над Паристрионом
С ослаблением власти Михаила VII в конце 1070-х годов, печенеги активизировались. В 1077 году печенеги пересекли Балканские горы и опустошили Фракию. В это время их услугами попытался воспользоваться претендент на византийский престол Никифор Вриенний Старший, а в следующем году кочевников хотел нанять другой узурпатор Никифор Василаки. В конце концов трон смог захватить другой полководец, Никифор Вотаниат (1078—1081), в начале царствования которого печенеги приняли участие в восстании павликиан под предводительством Лека. Вождь другого восстания павликиан даже женился на дочери печенежского вождя с целью скрепления союза. Попытки императора Алексея I Комнина (1081—1118) решить проблему мирным путём успехом не увенчались, и против печенегов была отправлена армия под командованием доместика Григория Пакуриана. О событиях этого этапа войн с печенегами подробные сведения содержатся в хронике дочери императора, Анны Комниной. В 1086 году эта армия была разбита при Белятово, а Пакуриан и другой военачальник, Алексей Врана, погибли. Узнав об этом, Алексей отправил в Адрианополь полководца Татикия с приказом собрать новое войско. Обнаружив у Филиппополя печенегов с добычей и пленниками, Татикий с небольшим отрядом напал на них и победил.
Весной 1087 года печенеги под командованием Челгу дошли до Хариополя и были разбиты в холмах неподалёку пришедшим из Памфил Николаем Маврокатакалоном. В этом сражении погибли Челгу и изгнанный король Венгрии Шаламон. Оставшиеся в живых печенеги вернулись к Дунаю, откуда продолжили грабить византийские земли. Не видя возможности обезопасить границу военным путём, Алексей вступил в соглашение с печенегами, о чём известно из торжественной речи архиепископа Феофилакта, произнесённой 6 января 1088 года. В ней Феофилакт восхваляет императора за «бескровную победу» над печенегами. Однако согласно дальнейшему рассказу Анны Комнины, император «не мог терпеть, чтобы скифы жили в ромейских пределах», собрал две армии, одна из которых отправилась по течению Дуная, а другая под предводительством лично Алексея Комнина по суше. Кампания лета 1090 года прошла с переменным успехом. Зимой печенеги поставили свои палатки недалеко от современного Люлебургаза, а император вернулся в столицу, где вёл приготовления к кампании следующего года. 15 февраля 1091 года Комнин неожиданным ударом разбил печенегов у Хировакха, однако эта победа не имела существенного значения и вскоре натиск печенегов чрезвычайно усилился. Они захватывали города не только у границы, но и близ Константинополя. Одновременно с этим союзник печенегов сельджукский эмир Чака Бей угрожал нападением на Константинополь с моря, в результате чего Византия оказалась в критическом положении. В этот момент Алексей Комнин решил прибегнуть к помощи половцев. Объединённая византийско-половецкая армия 29 апреля 1091 года в битве при Левунионе полностью разгромила печенегов. Потери их были настолько велики, что, по выражению Анны Комнины «целый народ, считавшийся не десятками тысяч, но превышавший всякое число, с жёнами и детьми, целиком погиб в этот день».

## Окончательное подчинение печенегов
В 1121 году новая орда печенегов перешла Дунай и двинулась на Македонию и Фракию. Зимой 1121/1122 года император Иоанн II Комнин (1118—1143) начал собирать войска, одновременно с этим ведя переговоры с кочевниками. Поскольку у печенегов не было единого предводителя, посланцы императора были отправлены к племенным вождям. Однако щедрость византийцев результатов не принесла и император решил атаковать, нанеся кочевникам сокрушительное поражение при Берое. Печенеги после этого остались достаточно многочисленны и были расселены по империи, в византийской армии были созданы отряды из печенегов. В память об этой победе Иоанн II установил специальный праздник, который отмечался как минимум до конца XII века.

### Первичные источники
- Анна Комнина. Алексиада / Пер. Я. Н. Любарского. — СПб.: Алетейя, 1996. — 703 с. — 3000 экз. — ISBN 5-98329-006-X.
- Кекавмен. Советы и рассказы / Подготовка текста, введение, перевод с греческого и комментарий Г. Г. Литаврина. — СПб.: Алетейя, 2003. — 711 с. — (Византийская библиотека). — ISBN 5-89329-568-4.
- Константин Багрянородный. Об управлении империей / Под редакцией Г. Г. Литаврина и А. П. Новосельцева. — М.: Наука, 1991. — 496 с. — ISBN 5-02-008637-1.

### Исследования
на английском языке
- Kazhdan, Alexander, ed. (1991). The Oxford Dictionary of Byzantium. Oxford University Press: Oxford and New York. ISBN 0-19-504652-8.
- Madgearu A. Byzantine Military Organization on the Danube, 10th–12th Centuries. — BRILL, 2013. — 212 p. — (East Central and Eastern Europe in the Middle Ages, 450–1450). — ISBN 978-90-04-25249-3.
- Spinei V. The Romanians and the Turkic Nomads North of the Danube Delta from thee Tenth to the Mid-Thirteenth Century. — BRILL, 2009. — 545 p. — (East Central and Eastern Europe in the Middle Ages, 450–1450). — ISBN 978 90 04 17536 5.
- Stephenson P. Byzantium's Balkan Frontier. — Cambridge University Press, 2000. — 352 p. — ISBN 0 521 77017 3.

на русском языке
- Бибиков М. В. Византийские источники по истории древней Руси и Кавказа. — СПб.: Алетейя, 2001. — 314 с. — ISBN 5-89329-410-6.
- Васильевский В. Г. Византия и печенеги // Труды. — СПб., 1908. — Т. 1. — С. 1-175.
- Козлов С. А. Византийская традиция о последней византино-печенежской войне // Европа. Международный альманах. — Тюмень, 2011. — Вып. X. — С. 7-22. — ISBN 978-5-400-00493-3.
- Мохов А. С. К административной структуре Византийской империи на Дунае в период войны с узами (1064—1065 гг.) // Античная древность и средние века. — Екатеринбург, 1999. — Вып. 30. — С. 158-168.
- Мохов А. С. К вопросу о византийской военной организации в период войны с печенегами 1046—1053 гг. // Известия Уральского государственного университета. — Екатеринбург, 2005. — № 39. — С. 15-26.
- Острогорский Г. А. История Византийского государства / Пер. с нем.: М. В. Грацианский. — М.: Сибирская Благозвонница, 2011. — 895 с. — ISBN 978-5-91362-458-1.

на французском языке
- Chalandon F. Les Comnène. — Paris, 1912. — 379 p.
- Diaconu P. Les Petchenegues au bas-Danube. — Bucarest, 1970. — 158 p. — (Bibliotheca historica Romaniae. Etudes).
- Schlumberger G. L’Épopée byzantine à la fin du dixième siècle. — Hachette, 1905. — Т. III. — 846 с.